# Кузьмино (Сюмсинський район)
Ку́зьмино (рос. Кузьмино) — присілок у складі Сюмсинського району Удмуртії, Росія.
Населення — 2 особи (2010; 4 в 2002).
Національний склад (2002):
- удмурти — 100 %

## Урбаноніми[3]
- вулиці — Трактова